# Paul Drayton
Otis Paul Drayton (Glen Cove, 8 maggio 1939 – Cleveland, 2 marzo 2010) è stato un velocista statunitense.
Nel 1964 prese parte ai Giochi olimpici di Tokyo, dove fu campione olimpico nella staffetta 4×100 metri insieme ai connazionali Gerry Ashworth, Dick Stebbins e Bob Hayes, con i quali fece registrare il nuovo record del mondo con 39"06. Fu anche medaglia d'argento nei 200 metri piani: durante la gara, in semifinale, ottenne il record olimpico su questa distanza, pari a 20"58, che fu però battuto poco dopo da Henry Carr, che batté Drayton in finale con il tempo di 20"36.

## Palmarès
| Anno | Manifestazione  | Sede  | Evento      | Risultato | Prestazione | Note  |
| ---- | --------------- | ----- | ----------- | --------- | ----------- | ----- |
| 1964 | Giochi olimpici | Tokyo | 200 m piani | Argento   | 20"58       | [ 1 ] |
| 1964 | Giochi olimpici | Tokyo | 4×100 m     | Oro       | 39"06       |       |